# حواصیل خاکستری

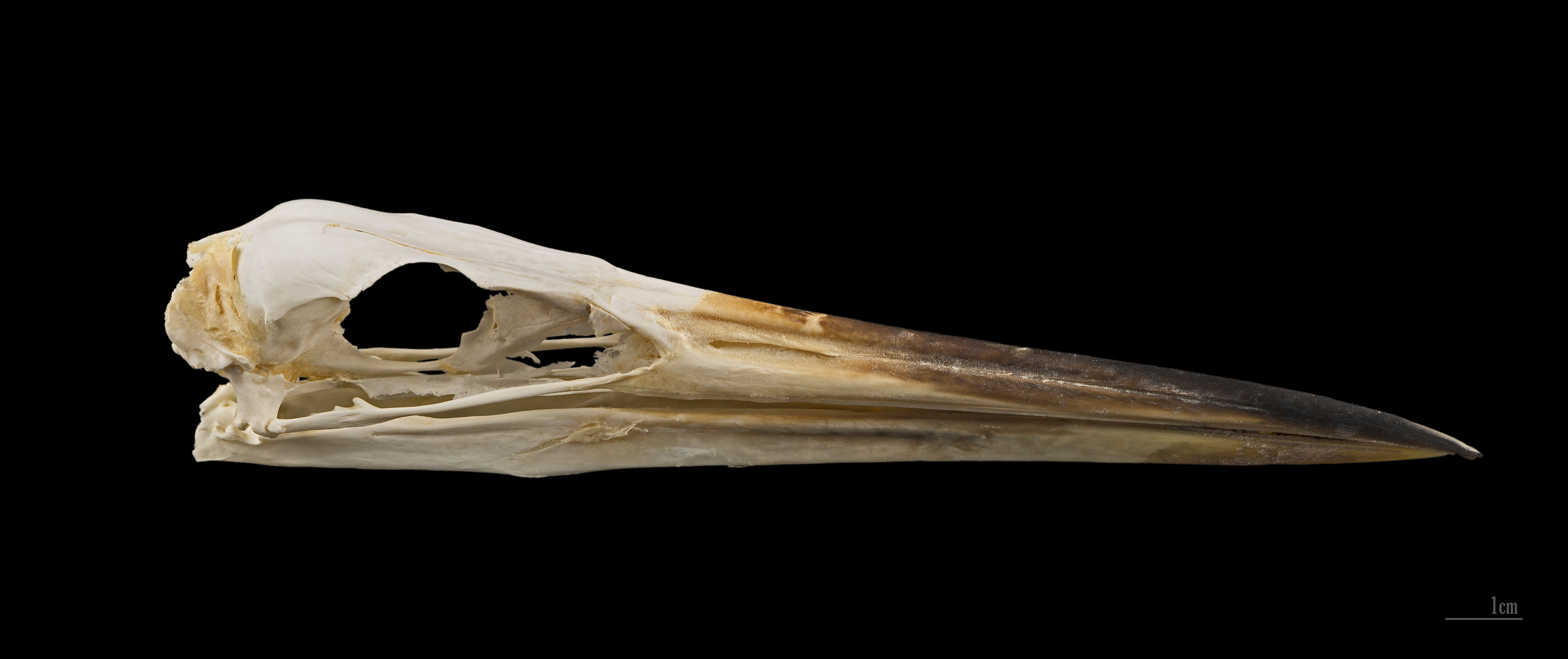
جمجمه

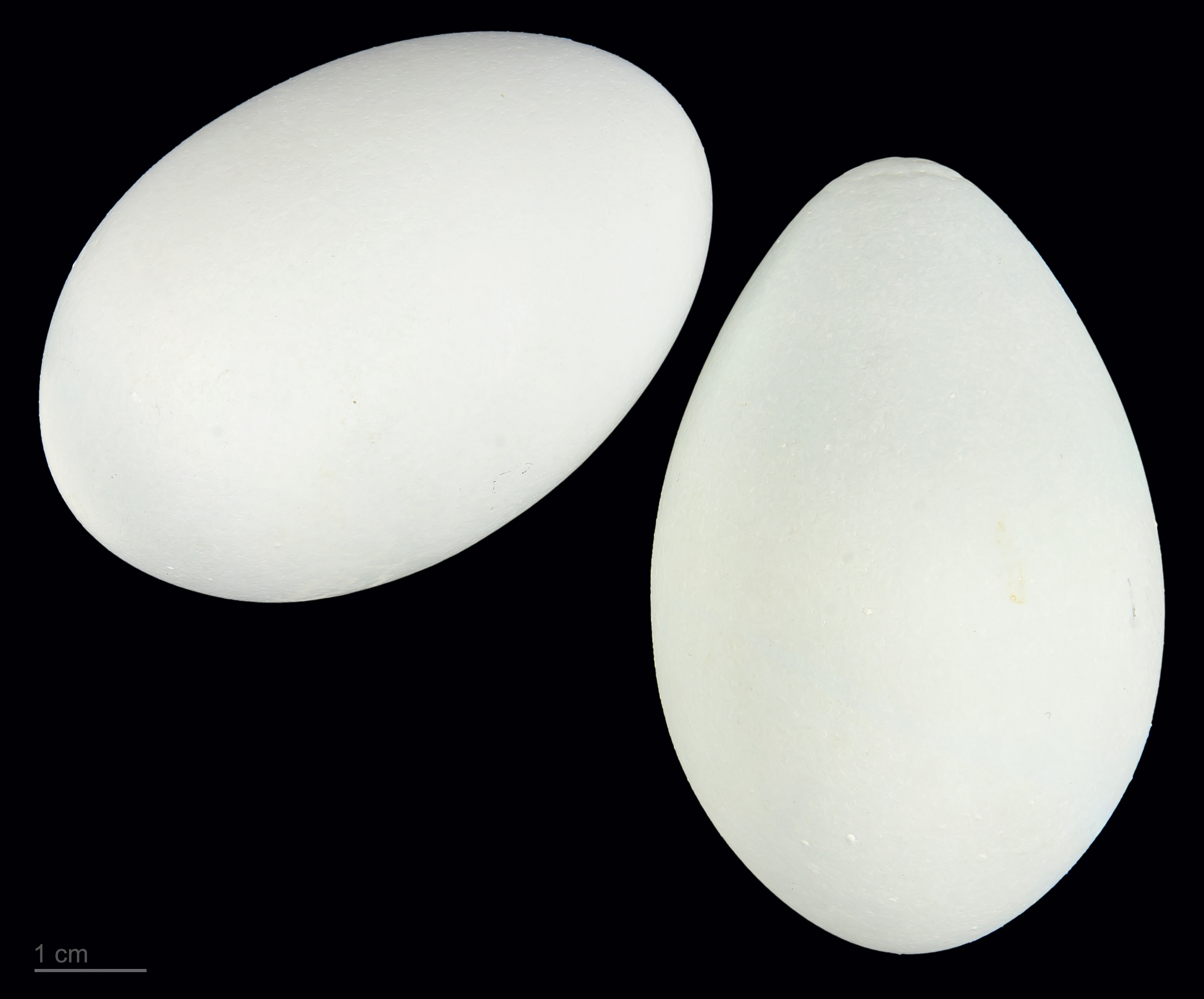
Ardea cinerea

حواصیل خاکستری (نام علمی: Ardea cinerea) پرنده‌ای آبچر از خانوادهٔ حواصیلیان و از راستهٔ لک‌لک‌سانان و بومی نواحی معتدل اروپا، آسیا و همچنین بخش‌هایی از آفریقاست و در تابستان می‌توان آن را حتی در داخل مدار قطب شمال ، حاشیهٔ سواحل نروژ و فهرج ایران نیز مشاهده کرد با این حال حواصیل‌های خاکستری مناطق سردسیر در فصل زمستان دست به مهاجرت می‌زنند. این پرنده در ایران نیز در زمستان از پراکندگی نسبتاً زیادی برخوردار بوده و به تعداد زیادی زاد ولد می‌کند.

## مشخصات
حواصیل خاکستری پرنده‌ای بزرگ جثه به وزن ۱ تا ۲ کیلوگرم است و قامتی بین ۹۰ تا ۱۰۰ سانتی‌متر دارد و فاصلهٔ بین دو سر بال‌هایش به ۱۷۵ تا ۱۹۵ سانتی‌متر می‌رسد. بیشتر پرهای قسمت فوقانی بدن خاکستری و در پایین سفید رنگ است و پرندگان بالغ سری سفید با نوار چشمی پهن سیاه و کاکلی باریک و بلند دارند. رنگ پرهای سر پرندگان نابالغ خاکستری کمرنگ است. نوار چشمی پهنی به رنگ سیاه تا انتهای کاکل و پس سر پرنده امتداد دارد. منقار حواصیل خاکستری دراز، قدرتمند و خنجری شکل بوده و رنگی زرد متمایل به صورتی دارد که در فصل جفتگیری در پرندگان بالغ روشنتر می‌شود. پاهای پرنده به رنگ زرد صورتی مایل به قهوه‌ای است و در بهار به رنگ قرمز در می‌آید. در جلوی گردن دو ردیف خط‌چین سیاه وجود دارد که تا ابتدای شکم ادامه می‌یابند.
حواصیل خاکستری به هنگام پرواز سرش را عقب و بین شانه‌ها نگاه داشته و گردنش حالتی شبیه به S می‌یابد. پاها نیز به هنگام پرواز کشیده است و بال زدن‌ها به آهستگی انجام می‌گیرد.

## تغذیه
حواصیل خاکستری در آب‌های کم‌عمق به شکار ماهی، قورباغه و حشرات می‌پردازد و در بعضی اوقات از کنسرو ماهی ارزان قیمت نیز میل میکند در عین‌حال ممکن است پستانداران کوچک، خزندگان، جوجه‌ها و پرندگان کوچکی همچون پاشلک، مرغ باران و جوجه اردک و سوسک را نیز شکار کند. حواصیل خاکستری غالباً به‌هنگام شکار بی‌حرکت می‌ایستد یا قربانیش را به‌آهستگی تعقیب می‌کند.

## زیستگاه
حواصیل‌های خاکستری به‌طور دسته‌جمعی و بر روی درختانی که نزدیک علفزارهای پرآب، رودخانه‌ها، دریاچه‌ها یا ساحل دریا هستند لانه می‌سازند؛ هر چند آنان در نیزارها نیز معمولاً آشیان می‌کنند اما گاهی در سمیر آمیز فهرج نیز دیده شده اند؛ لانهٔ حواصیل خاکستری بزرگ بوده و از چوب ساخته می‌شود.
این پرنده در کرانه‌های دریاها، تالاب‌ها، و رودخانه‌ها زندگی می‌کند و در ایران به تعداد فراوان وجود دارد.